# Jochen Nitzel
Jochen Nitzel (* 1936 in Magdeburg; † 26. Mai 1999 ebenda) war ein deutscher Schauspieler und Hörspielsprecher.

## Leben
Jochen Nitzel wurde 1936 in Magdeburg geboren. Von 1957 bis 1960 absolvierte er die Staatliche Schauspielschule Berlin. Die gesamte Klasse verpflichtete sich nach dem Abschluss für zwei Jahre an das Landestheater Parchim, doch das Vorhaben ließ sich wegen unterschiedlicher Ansichten nicht durchhalten. Nach seinem Engagement in Parchim arbeitete Nitzel noch an den Theatern in Schwerin und Neustrelitz, bis er 1977 an den Bühnen der Stadt Magdeburg eine dauerhafte Heimat fand. In mehreren Produktionen der DDR-Filmgesellschaft DEFA sowie dem Fernsehen der DDR stand er vor der Kamera und für den Rundfunk der DDR arbeitete er als Hörspielsprecher.
Jochen Nitzel verstarb 1999 in seiner Geburtsstadt Magdeburg.

## Filmografie
- 1964: Als Martin vierzehn war
- 1978: Jörg Ratgeb, Maler
- 1982: Polizeiruf 110: Petra (Fernsehreihe)

## Theater
- 1961: Henrik Ibsen: Gespenster (Osvald Alving) – Regie: ? Landestheater Parchim
- 1963: Aziz Nesin: Meister Mateh (Scharey) – Regie Horst Reinecke (Mecklenburgisches Staatstheater Schwerin – Kammerbühne)
- 1967: Nikolai Pogodin: Das Glockenspiel des Kreml – Regie: Wolfgang Bachmann (Mecklenburgisches Staatstheater Schwerin)
- 1970: Michail Schatrow: Bolschewiki – Regie: Gert Jurgons (Mecklenburgisches Staatstheater Schwerin)
- 1975: Leon Kruczkowski: Tod des Gouverneurs – Regie: Christian Bleyhoeffer (Friedrich-Wolf-Theater Neustrelitz)
- 1977: Günter Kaltofen/Hans Pfeiffer: Salut an alle. Marx – Regie: Kurt Reginbogin (Bühnen der Stadt Magdeburg – Podiumbühne)
- 1977: Rainer Kerndl: Der vierzehnte Sommer (Al) – Regie: Peter Sodann (Bühnen der Stadt Magdeburg)
- 1978: Friedrich Dürrenmatt: Die Physiker (Geheimagent Newton) – Regie: Gert Jurgons (Bühnen der Stadt Magdeburg)
- 1981: Zygmunt Hübner nach Kazimierz Moczarski: Gespräche mit dem Henker – Regie: Karl Schneider (Bühnen der Stadt Magdeburg – Maxim-Gorki-Theater)
- 1981: Dario Fo: Bezahlt wird nicht! – Regie: Peter Sodann (Bühnen der Stadt Magdeburg – Kammerspiele)
- 1981: Antoni Cwojdziński: Freuds Traumtheorie – Regie: Karl Schneider (Bühnen der Stadt Magdeburg – Podiumbühne)
- 1982: Wolfgang Hildesheimer: Das Opfer Helena (Menelaos) – Regie: ? (Bühnen der Stadt Magdeburg)
- 1986: Jura Soyfer: Astoria – Regie: Christine Harbort (Bühnen der Stadt Magdeburg – Kammerspiele)
- 1989: Christian Dietrich Grabbe: Scherz, Satire, Ironie und tiefere Bedeutung (Schulmeister) – Regie: Horst Ruprecht (Bühnen der Stadt Magdeburg)
- 1989: Ivo Brešan: Die denkwürdige Aufführung des Hamlet in Nieder-Merde – Regie: Karl Schneider (Bühnen der Stadt Magdeburg – Kammerspiele)
- 1990: Michail Schatrow: Diktatur des Gewissens (Lockheed-Kopf) – Regie: Lutz Gotter (Bühnen der Stadt Magdeburg – Kammerspiele)
- 1990: Henrik Ibsen: Ein Volksfeind (Thomas Stockmann) – Regie: Karl Schneider (Bühnen der Stadt Magdeburg)
- 1991: Arthur Miller: Tod eines Handlungsreisenden (Willy Loman) – Regie: Michael Grosse (Bühnen der Stadt Magdeburg)
- 1992: William Shakespeare: Hamlet (Alt-Hamlet) – Regie: Max K. Hoffmann (Bühnen der Stadt Magdeburg)

## Hörspiele
- 1970: Marija Prileshajewa: Ein ungewöhnliches Jahr (Pjotr) – Regie: Detlef Kurzweg (Kinderhörspiel – Rundfunk der DDR)